# Майкл Поланьї
Майкл Поланьї (англ. Michael Polanyi, угор. Polányi Mihály, 11 березня 1891 — 22 лютого 1976) — англійський фізик, хімік і філософ. Родом з Угорщини, з 1933 року жив у Великій Британії, США. Найбільше відомий своїми роботами в галузі фізичної хімії та філософії науки. Основні праці присвячені хімічній кінематиці і вивченню кристалічних структур. Відомий як співавтор теорії абсолютних швидкостей реакцій і співвідношення Бренстеда-Поланьї. Представник постпозитивізму, критик позитивізму, автор концепції «особового (чи неявного, мовчазного) знання».
Його глибокі дослідження в галузі фізичної науки включають в себе дослідження хімічної кінематики, рентгенівської дифракції та адсорбції газів. Він першим вивчав теорію дифракції волокна в 1921 році, і теорію дислокацій пластичних деформацій металів та інших матеріалів. В 1924 році він емігрував до Німеччини, в 1926 році став професором хімії в Інституті кайзера Вільгельма в Берліні. В 1933 році емігрує в Англію, ставши першим професором хімії, а потім професором соціальних наук в Манчестерському університеті. У 1944 році Поланьї був обраний членом Королівського товариства.

## Біографія
Народився у світській єврейській сім'ї, але його дід по материнській лінії — Андреас Віл — був рабином. Відмовившись від посади головного рабина Вільнюсу він залишався релігійним істориком і просвітником. Мати Поланьї Сесілія Віл народилася в Російській імперії. Після закінчення Віленскої гімназії, батько відправив її до Відня, щоб віддалити від російських соціалістичних діячів і запобігти її арешту. Тут вона познайомилася і одружилася (1880) з Михайлом Поллачеком, майбутнім батьком Майкла. Сам він народився в містечку Длга над Оравоу (Словаччина) у багатій єврейській сім'ї вихідців з Ужгорода (Унгвара), який тоді, як і Словаччина входив до складу Австро-угорської імперії.
Майкл Поланьї народився в 1891 році у Будапешті, ставши п'ятою дитиною в сім'ї. Хоча батько Поланьї брав участь в спорудженні значної частини залізничної системи Угорщини, в 1899 році він практично збанкрутував. У 1904 році, за рік до його смерті, дружина і діти прийняли протестантизм, змінивши прізвище Поллачек на угорський лад — Поланьї (Поланьі), глава сім'ї нічого з цим не зробив.
В юні роки, Майкл був близький до лівосоціалістичних кіл. Певний вплив тоді, на братів Майкла і Карла, зробив революціонер-народник С. Л. Клячко, з яким, після від'їзду з Вільнюса, Сесілія Поланьї зберегла близькі стосунки, вони товаришували сім'ями.
Закінчивши Будапештський університет, став доктором медицини в 1913 році. Першу наукову статтю опублікував в 19 років. Вивчав хімію у Вищій технічній школі в Карлсруе. У 1914—1915 роках — лікар в австро-угорській армії. Після «революції айстр» в жовтні 1918 року обіймав посаду секретаря міністра охорони здоров'я в уряді Михая Кароі, після проголошення Угорської радянської республіки, повернувся у Будапештський університет викладачем фізики. Через репресії режиму Горті, був вимушений емігрувати в Німеччину, де в 1920—1933 роках працював в Інституті фізичної хімії товариства кайзера Вільгельма у Берліні. У 1923 році прийняв католицтво, одружившись з Магде Елізабет Кемені. У 1933 році, після приходу нацистів до влади, виїхав у Велику Британію, де до 1948 року працював професором хімії, а пізніше до 1958 року — професором громадських наук у Манчестерському університеті; у 1959—1961 роках — в Оксфордському університеті.
Двоє з його учнів і його син стали лауреатами Нобелівської премії з хімії. У 1944 році Поланьї був обраний членом Королівського суспільства. Починаючи з 1950-х років Поланьї практично залишив наукову діяльність в області хімії і зайнявся філософією та теологією.
З 1962 року жив у США: в 1962—1963 роках працював в Дослідницькому центрі в Пало-Альто (штат Каліфорнія), в 1964 — професор теології в університеті Дьюка в Даремі (штат Північна Кароліна), в 1965—1966 роках — у Весліанському університеті в Мідлтауні (штат Коннектикут).

## Наукова діяльність

### Фізична хімія
Основні роботи Поланьї присвячені фізичній хімії, передусім хімічній кінетиці і вивченню кристалічних структур. З 1914 року займався проблемами застосування законів термодинаміки до біологічних систем. У 1915 році запропонував теорію полімолекулярної адсорбції. Після 1918 року зайнявся інтерпретацією рентгенограм, які виходили при опроміненні волокон целюлози; показав, що плями на рентгенограмах виникають від кристалів, орієнтованих уздовж осі волокна. За допомогою рентгеноструктурного аналізу встановив (1921 р.) розмір елементарного осередку целюлози.
У 1935 році спільно з Г. Эйрнингом і М. Г. Эвансом створив теорію абсолютних швидкостей реакцій, що включає метод перехідного стану. Спільно з Хоріучи Кенью розробив (1935) молекулярну модель елементарного акту електрохімічної реакції.

### Фізика твердого тіла
На початку ХХ сторіччя теоретичними розрахунками (Майкл Поланьї, Яків Френкель) на основі моделі ідеальної кристалічної ґратки кристалів було встановлено, що теоретично розрахована міцність на декілька порядків перевищує міцність реальних кристалічних матеріалів. Щоб розв'язати цю суперечність, Майкл Поланьї, Еґон Орован, Джефрі Тейлор одночасно й незалежно один від одного в 1934 р. на основі теорії дислокацій, розробленої Віто Вольтеррою в 1905 р., припустили, що в процесі пластичної деформації кристалів беруть участь не всі атоми в площинах взаємного зміщення частин кристалів, а лише група атомів, які належать дислокації. . Орован проводив відповідні експерименти, перебуваючи ще в Берліні. Тейлор подав свою статтю на кілька тижнів раніше в Proceedings of the Royal Society of London, проте, оскільки Zeitschrift für Physik публікувався швидше, статті Поляні і Орована вийшли першими.
Це спільне відкриття стало вирішальним у розвитку сучасної металофізики: вперше було введено уявлення про дислокацію як носія пластичної деформації. 
За сучасним рівнем знань основним механізмом пластичної деформації кристалічних матеріалів (металів, металокераміки, кристалічних полімерів) є незворотний рух дислокацій, який зумовлює зміщення одних частин кристалу відносно інших.

### Філософія науки
Під час візиту до СРСР в 1935 році з лекцією для Міністерства важкої промисловості, Бухарін заявив Поланьї, що відмінність між фундаментальною і прикладною наукою є помилкою капіталізму, і що в соціалістичному суспільстві усі наукові дослідження ведуться відповідно до потреб останнього п'ятирічного плану. Поланьї звернув увагу на те, що сталося з генетикою в Радянському Союзі у зв'язку з державною підтримкою теорій Трофима Лисенка. Заклики до централізованого планування наукових досліджень у Великій Британії з боку таких учених, як Джон Десмонд Бернал, змусили Поланьї відстоювати позицію, відповідно до якої приріст наукового знання досягається в результаті висновків, зроблених після вільного обговорення співтовариством фахівців, а не керівним органом.
Поланьї доводив, що взаємодія між ученими подібна до взаємодії між економічними агентами на вільному ринку. Подібно до того, як споживачі на вільному ринку в умовах конкуренції між виробниками встановлюють ціни товарів, також і вчені, без централізованого керівництва, визначають істинність теорій.

### Епістемологія
У книзі «Наука, віра і суспільство» (1946) Поланьї виклав свої заперечення проти позитивістського розуміння науки, вказавши на недооцінку позитивізмом тієї ролі, яку в науковій практиці грають помилкові особисті погляди. У книзі «Особове знання» (1958) Поланьї стверджує, що абсолютна об'єктивність є неправдивим ідеалом, оскільки будь-які висновки базуються на персональних судженнях. Він спростовує ідею про механічне встановлення істини шляхом використання наукового методу. Будь-яке знання є особовим і з цієї причини ґрунтується на індивідуальних судженнях. Відкинувши критичну філософію, Поланьї відстоює фідуціарний посткритичний підхід, згідно з якими вважаємо правильними більше тверджень, ніж можемо довести, і знаємо більше, ніж можемо виразити словами.

### Критика редукціонізму
В «Неприводимій структурі життя» (1968 р.), Поланьї стверджує, що інформація, що міститься в молекулі ДНК не зводиться до законів фізики і хімії. Хоча молекула ДНК не може існувати без фізичних властивостей, ці властивості обмежені принципом упорядкування на більш високому рівні. В «Трансцендентність і самоперевершення» (1970), Поланьї критикує механістичний погляд на світ, що сучасна наука успадкувала від Галілея.
Поланьї виступає за емерджентність, тобто твердження, що має декілька кілька рівнів реальності і причинності. Воно засноване на припущенні, що граничні умови ступенів свободи харчування, які, замість того, щоб бути випадковим, визначаються реальністю вищого рівня, властивості яких залежать, але відрізняються від нижнього рівня, з якого вони спливають. Прикладом функціонування реальності більш високого рівня, такого як низсхідність причинної сили свідомості є генеруюче значення — інтенсіональність.
Розум є виразом більш високого рівня здатності живих організмів для дискримінації. Наше прагнення до самозречення ідеалів, таких як істинність і справедливість перетворює наше розуміння світу. Редукціоністська спроба звести реальності більш високого рівня до реальності нижчого рівня породжує те, що Поланьї називає моральною інверсією, в якій вище, відкидається з моральною пристрастю. Поланьї ідентифікує це, як патологію сучасного розуму яка веде своє походження від помилкової концепції знання; хоча вона є відносно нешкідливою в формальних науках, ця патологія породжує нігілізм в гуманітарних науках. Поланьї вважає марксизм прикладом моральної інверсії. Держава, на підставі звернення до логіки історії, використовує свої повноваження примусу в такий спосіб, який дозволяє ігнорувати будь-які заклики до моралі.

## Сім'я
Молодший син Майкла — Джон Чарлз Поланьї — лауреат Нобелівської премії з хімії; старший брат — Карл Поланьї — відомий політеконом і соціальний філософ; племінниця — Ева Цайзель — відомий скульптор і дизайнер.